# Edoardo Molinar
Edoardo Molinar (né le 31 août 1907 à Rocca Canavese et mort le 22 septembre 1994 à Rocca Canavese) est un coureur cycliste italien. Professionnel de 1931 à 1939 et de 1946 à 1948, il a remporté le classement de la montagne du premier Tour d'Espagne, en 1935. Il en a également gagné une étape et a terminé à la cinquième place du classement général.

## Palmarès
- 1933
  - Tour de Ligurie :
    - Classement général
    - 2e étape

  - Turin-Valtournenche
  - Coppa Collecchio
- 1934
  - Course de côte du Puy-de-Dôme
  - Toulon-Aubagne-Toulon
  - 2e de Nice-Mont Agel
  - 3e du Tour du Vaucluse
  - 10e du Tour de Lombardie
- 1935
  - Tour d'Espagne :
    - Classement de la montagne
    - 13e étape

  - 3e de la course de côte de La Turbie
  - 5e du Tour d'Espagne
- 1936
  - 2e de la course de côte de La Turbie
  - 3e de la course de côte du Puy-de-Dôme
  - 10e du Tour d'Italie
- 1937
  - Course de côte du mont Coudon
  - 2e de Nice-Mont Agel
  - 2e de la course de côte du mont Faron
  - 7e du Tour d'Italie
- 1938
  - Course de côte du mont Coudon
  - 2e du Circuit du Ventoux
  - 3e de la course de côte du mont Faron

## Résultats sur les grands tours

### Tour de France
2 participations
- 1934 : 13e
- 1937 : abandon (7e étape)

### Tour d'Italie
5 participations
- 1932 : abandon (5e étape)
- 1934 : abandon (3e étape)
- 1936 : 10e
- 1937 : 7e
- 1938 : abandon (10e étape)

### Tour d'Espagne
2 participations
- 1935 : 5e, vainqueur du classement de la montagne
- 1936 : abandon